# Charlotte et sa bande 2 : Premières Amours
Série
Charlotte et sa bande
(2006) Charlotte et sa bande : Vers l'âge adulte
(2009)
Pour plus de détails, voir Fiche technique et Distribution.
Charlotte et sa bande 2 : Premières Amours (titre original : Die Wilden Hühner und die Liebe) est un film allemand réalisé par Vivian Naefe (de) sorti en 2007.
Il s'agit de l'adaptation de la série littéraire pour adolescents Die Wilden Hühner de Cornelia Funke. Il est la suite du premier film Charlotte et sa bande. Alors que le premier film raconte principalement l'intrigue du troisième livre, le deuxième film correspond en titre et contenu au cinquième volume de la série, avec de brefs flashbacks faisant également référence au quatrième volume. Charlotte et sa bande : vers l'âge adulte, le troisième film de la série et suite, reprend les motifs du deuxième volume (voyage en classe) et du quatrième volume (apparition des poussins sauvages) de la série de livres, mais a sa propre intrigue pour préserver la chronologie cinématographique.

## Synopsis
La bande de filles, les "Poules sauvages", comprend Sprotte, Frieda, Trude, Wilma et Melanie. Si elles se disputaient autrefois avec les Pygmées (Fred, Torte, Steve et Willi), elles ont maintenant vécu plusieurs aventures ensemble, et la rivalité précédente s'est maintenant transformée en relations amicales.
Les Poules et les Pygmées vivent les épreuves et les tribulations de l'amour. Sprotte et Fred pourraient être heureux ensemble, sans la jalousie éternelle de Sprotte. Frieda, quant à elle, voit au mieux son amie Maik le week-end, car il vit dans une ferme équestre à 200 kilomètres de là. Melanie est mécontente de la séparation d'avec Willi depuis qu'il l'a quittée pour Nana qui a trois ans de plus. Seules Trude légèrement en surpoids et la querelleuse Wilma semblent ne rien avoir au début.
Les préparatifs de la grande pièce de théâtre Le Songe d'une nuit d'été de William Shakespeare et la fête à venir avec les Pygmées ne laissent pas beaucoup de temps à consacrer aux belles choses de la vie.
Pour aggraver les choses, la mère de Sprotte veut également se marier, de toutes les choses le "cul intelligent", comme Sprotte appelle le petit ami de sa mère. Avant que cela n'arrive, le père de Sprotte apparaît soudainement et ébranle le monde émotionnel de la mère et de la fille. Il avait quitté la famille quand Sprotte était encore bébé, et maintenant Sprotte doit découvrir qu'il était en contact avec grand-mère Slättberg tout le temps, vit dans la même ville, pratiquement au coin de la rue, et est un photographe recherché. Mais avant de pouvoir mieux se connaître, il doit partir pour une mission plus longue à l'étranger.
La jalousie de Sprotte atteint de nouveaux sommets lorsque Fred refuse l'offre de Sprotte d'étudier l'anglais avec son beau-père et va s'entraîner à la place avec la belle amie de Willi, Nana. Melanie met à rude épreuve l'amitié des Poules lorsqu'elle aborde un couple de machos motocyclistes d'une classe supérieure, et finalement Sprotte et Frieda découvrent que Wilma est amoureuse après tout, mas avec une fille du groupe de théâtre ! Lorsque les autres Poules le découvrent, Melanie exige immédiatement que Wilma soit expulsée de la bande et quitte elle-même la bande lorsque sa demande n'est pas satisfaite. Wilma est dévastée et propose de quitter la bande, ce que Sprotte, Frieda et Trude rejettent avec véhémence.
La situation tendue aboutit à un scandale lors de la fête des Pygmées. Alors que Sprotte quitte Fred de jalousie, Trude trouve un admirateur dans le cousin espagnol de Steve, Ramon. Mais ensuite, Mélanie se présente avec ses nouveaux compagnonnes, qui donnent leur punch à la célébration jusque-là pacifique et interrompent la fête. Une bagarre sauvage éclate, à la fin de laquelle Melanie réalise ce qu'elle a fait et s'enfuit. Seule Willi la poursuit et laisse Nana seule à la fête. Au moins Sprotte et Fred peuvent se réconcilier après le désordre.
Le lendemain, les affiches publicitaires pour la performance de l'école sont maculées du « Rêve d'amour de Wilma & Leonie » dans toute l'école, ce qui fait que Wilma se sent encore plus isolée qu'auparavant, d'autant plus qu'elle ne veut pas que ses parents soient au courant de son homosexualité. Au contraire, elle quitte le groupe de théâtre, ce qui condamnerait toute la performance.
Melanie initie le revirement pour le mieux. Elle organise une rencontre fortuite entre elle et les autres Poules, elle mentionne avec désinvolture qu'elle pourrait déménager chez son père à Wurtzbourg et aimerait à nouveau rendre visite aux Poules. Elle est non seulement autorisée à les voir, mais elle précise aussi que non seulement toutes les poules seraient très tristes si elle allait à Wurtzbourg. Alors que Melanie est avec les Poules, Frieda apparaît soudain à la caravane parce qu'elle voulait vérifier à nouveau où le « livre de la bande » stipule en fait que les Poules ne sont autorisées qu'à tomber amoureux des garçons.
Melanie se rend alors seule chez Wilma pour s'excuser sincèrement de son mauvais comportement. En même temps, elle peut persuader Wilma de retourner au théâtre et ainsi sauver le spectacle de l'école.
Le point culminant de l'année scolaire approche avec les forces unies. Avec l'aide du "Cul intelligent", qui s'est d'abord retiré après l'apparition du père de Sprotte, mais qui entre et sort régulièrement de la mère de Sprotte, les potins qui voulaient saboter la performance de Wilma sont apaisés, et la performance scolaire est un succès complet.
Bientôt, tout semble revenir à la normale : Melanie est solennellement acceptée dans le cercle des Poules, Sybille et le "cul intelligent" laissent couler leur relation ambivalente, Sprotte est avec Fred, Frieda et Maik poursuivent leur relation à distance, tout comme Trude et Ramon. Willi retrouve Melanie (même si de mauvaises langues suggèrent que Willi continuera à rencontrer Nana), et après que Leonie se soit séparée de Wilma, les Poules apprennent que le mal d'amour ne concerne pas que les garçons.
Dans la scène finale, on peut voir qu'une carte postale du père de Sprotte arrive chez Slättberg, annonçant son retour.

## Fiche technique
- Titre : Charlotte et sa bande 2 : Premières Amours
- Titre original : Die Wilden Hühner und die Liebe
- Réalisation : Vivian Naefe (de) assisté de Johannes Kiefer et Jesper Petzke
- Scénario : Marie Graf, Uschi Reich (de), Vivian Naefe
- Musique : Annette Focks
- Direction artistique : Anette Ingerl
- Costumes : Gabrielle Reumer
- Photographie : Peter Döttling (de)
- Son : Wolfgang Wirtz
- Montage : Hansjörg Weißbrich (de)
- Production : Uschi Reich, Peter Zenk (de)
- Sociétés de production : Bavaria Film
- Société de distribution : Constantin Film
- Pays d'origine :  Allemagne
- Langue : allemand
- Format : Couleur - 35 mm - Dolby Digital
- Genre : Comédie
- Durée : 108 minutes
- Dates de sortie :
  -  Allemagne : 5 avril 2007.
  -  Suisse : 5 avril 2007.
  -  Autriche : 5 avril 2007.

## Distribution
- Michelle von Treuberg : Sprotte
- Lucie Hollmann : Frieda
- Paula Riemann : Melanie
- Jette Hering (de) : Wilma
- Zsá Zsá Inci Bürkle : Trude
- Jeremy Mockridge (de) : Fred
- Martin Kurz (de) : Torte
- Philip Wiegratz : Steve
- Vincent Redetzki : Willi
- Veronica Ferres : Sybille
- Svea Bein (de) : Leonie
- Jessica Schwarz : Mme Rose
- Thomas Kretschmann : Christian, le père de Sprotte
- Oliver Stokowski (de) : Thorben Mossmann
- Benno Fürmann : Prof. Grünbaum.
- Doris Schade : Grand-mère Slättberg
- Ben Unterkofler (de) : Max
- Jannis Niewöhner : Maik
- Frank Voß (de) : le père de Trude

## Source de la traduction
- (de) Cet article est partiellement ou en totalité issu de l’article de Wikipédia en allemand intitulé « Die Wilden Hühner und die Liebe » (voir la liste des auteurs).